# Valasrivier (Rakisrivier)
Valasrivier (Samisch: Vállasjohka) is een rivier die stroomt in de Zweedse  gemeente Kiruna. De rivier zorgt voor de afwatering van het Valasmeer. De rivier stroomt naar het zuidwesten en mondt uit in het Rakismeer. De Valasrivier is circa 14 kilometer lang.
.

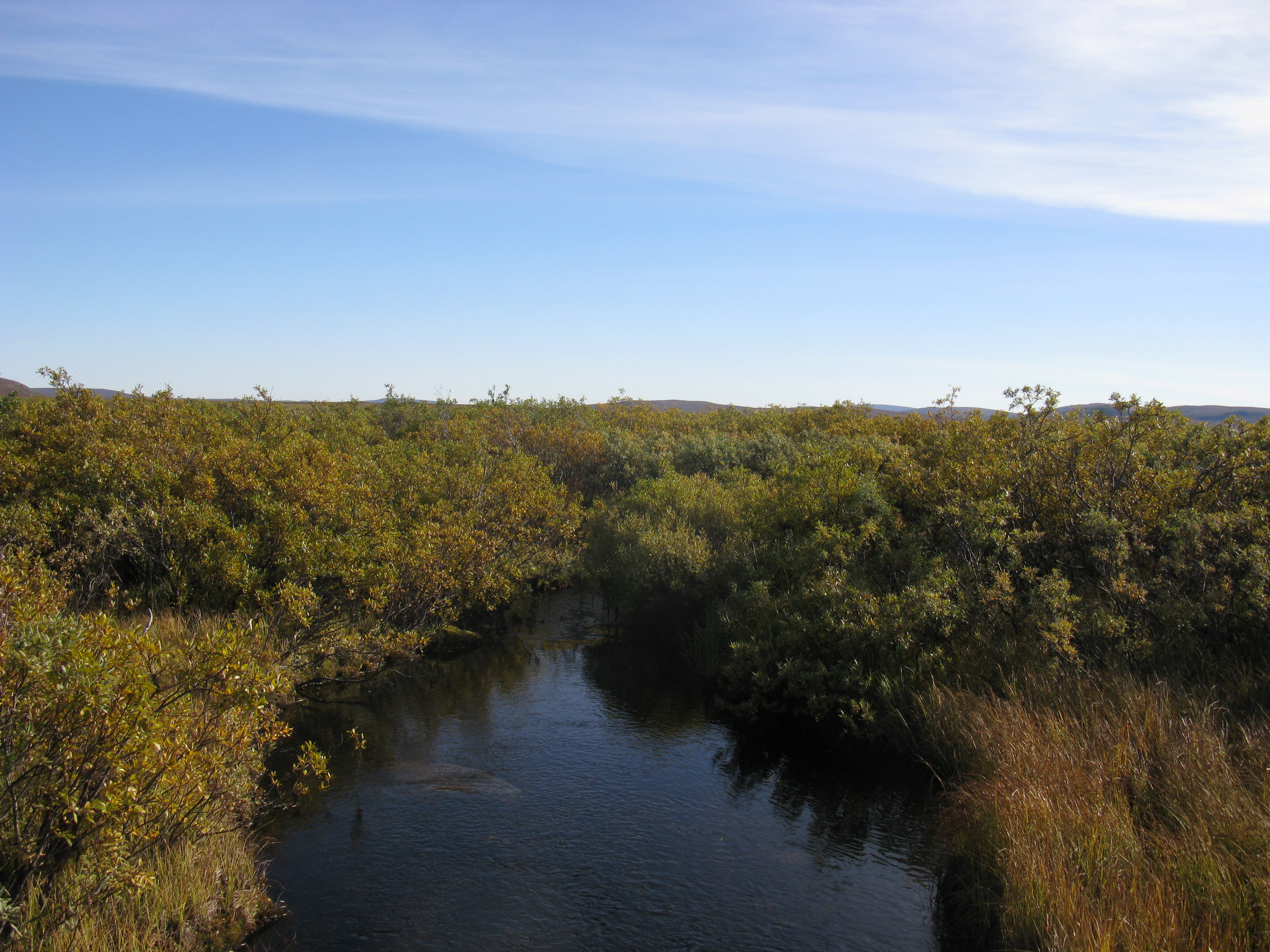
Vállasjohka gezien vanaf het voetpad van Järämä naar Vuoskojaure

Afwatering: Valasrivier → (Rakismeer) → Rakisrivier → Torneträsk → Torne → Botnische Golf